# Spring Cup 1990
Der Spring Cup 1990 war ein Dartsturnier, das bis zum 1. April 1990 im schweizerischen Glattbrugg (Kanton Zürich) ausgetragen wurde.

## Teilnehmer
BR Deutschland
- Herren: Andreas Kröckel, Kai Pfeiffer, Rainer Baumdick, Dietmar Ernst, Bert Hansen, Dieter Schutsch, René Cheng, Dirk Hagemeister
- Damen: Heike Ernst, Marion Diehn, Andrea Leipold, Monika Schleß
- Teammanager: Joachim Golinski[1]

## Wettbewerbe

### Herreneinzel
|  | Finale |                 |  |
|  |        |                 |  |
|  |        |                 |  |
|  |        | Bert Hansen     |  |
|  |        | Walter Tschudin |  |

### Herrenteam
| Pl. | Nation         | Einzel | Doppel | Pkt. |
| --- | -------------- | ------ | ------ | ---- |
| 1.  | BR Deutschland | 113    | 112    | 225  |
| 2.  | Schweiz        | 93     | 114    | 207  |
| 3.  | Frankreich     | 67     | 60     | 127  |
| 4.  | Italien        | 63     | 50     | 113  |

### Dameneinzel
|  | Finale |              |  |
|  |        |              |  |
|  |        |              |  |
|  |        | Heike Ernst  |  |
|  |        | Andrea Knopp |  |

### Damenteam
| Pl. | Nation         | Einzel | Doppel | Pkt. |
| --- | -------------- | ------ | ------ | ---- |
| 1.  | BR Deutschland | 45     | 34     | 79   |
| 2.  | Schweiz        | 24     | 38     | 62   |
| 3.  | Frankreich     | 29     | 22     | 51   |
| 4.  | Italien        | 22     | 26     | 48   |